# Certa (1897)
Certa – rzeczny holownik, zbudowany w 1897 w Bydgoszczy, jeden z najstarszych czynnych holowników na świecie.

## Historia
Jednostka zbudowana w 1897 w stoczni Bromberger Gesellschaft w Bydgoszczy jako parowy holownik o nazwie „Irmtraut” dla niemieckiego armatora Otto Raboltt z siedzibą w Berlinie-Charlottenburgu, gdzie operował do 1941. Następnie za pośrednictwem hamburskich maklerów, braci Kluth, sprzedany do Gdańska, gdzie przez kilka miesięcy był eksploatowany w przedsiębiorstwie Juliusa Burnickiego. Od jesieni 1942 w Bydgoszczy, gdzie pływał w firmie Berndt & Schulz Bromberg pod dowództwem kapitana Brunona Zacharka. W 1945 po porzuceniu przez załogę w Krzyżu statek zatonął. Podniesiony, odbudowany i przemianowany na „Czerwińsk”, w 1946 znalazł się w służbie Polskiej Żeglugi Państwowej. W 1952 podjęto decyzję o złomowaniu w bazie remontowej w Chełmnie. Po zmianie decyzji, w 1952 wyremontowany, wyposażony w nowy silnik i przemianowany na „Certa”. W 1968: „Certa” wystąpiła w 9 odcinku „Zamiana” serialu „Czterej pancerni i pies” jako holownik pływający po Wiśle w czasie podróży Czereśniaka do Gdańska (zdjęcia wykonane były na wodach Brdy).   
Pod banderą Żeglugi Bydgoskiej operowała głównie na skanalizowanej Górnej i Dolnej Noteci, Kanale Bydgoskim i Brdzie, a po wycofaniu z eksploatacji w 1995 „Certa” cumowała przy starym nabrzeżu bydgoskiego portu. W nocy z 5 na 6 lipca 1997 100-letni holownik ponownie zatonął, jednak został tego samego dnia podniesiony i odholowany do Bydgoskiej Bazy Remontowej.
Jednostkę kupił emerytowany kierownik stoczni Jan Maślanka, po zakończeniu remontu w 2002 powróciła z nazwą zmienioną na „Orlik” do żeglugi turystycznej na Brdzie.
W 2004 wyremontowaną jednostkę sprzedano do Niemiec. 4 sierpnia 2005 jednostka wróciła do Berlina, zakupiona przez kapitan żeglugi śródlądowej Corine Metschke z Prinzhöfte-Horstedt. Pod kolejną nazwą „Ahoy”, przewoziła turystów z przystani w centrum Bremy oraz z Mariny Wieltsee w Dreye.
Od 2013 stanowiła eksponat berlińskiego Muzeum Żeglugi w pobliżu śluzy Mühlendamm.
W grudniu 2022 zatonęła po raz trzeci w porcie Marina Mehlbergen nad Wezerą; została wydobyta 30 grudnia 2022
W 2023, staraniem m.in. kapitana Franciszka Manikowskiego, miasto Bydgoszcz odkupiło „Certę” z zamiarem uczynienia z niej lokalnej atrakcji turystycznej, stanowiącej zestaw z barką „Lemara” z 1937. Statek ruszył o własnych siłach 22 listopada 2023 w zimowy rejs z mariny na Wezerze opodal Nienburga w zachodnich Niemczech i po niemal 900 km żeglugi dopłynął miesiąc później do Bydgoszczy Rejs został opóźniony przez remonty śluz.

## Konstrukcja
Kadłub stalowy, nitowany, 17,3 m długości, 3,6 m szerokości i 90 cm zanurzenia. 
Początkowo napędzany dwucylindrową pionową maszyną parową podwójnego rozprężania produkcji Bromberger Gesellschaft o mocy 65 KM. W 1952 złomowano oryginalną maszynę parową wraz z kotłem i wyposażono w czterocylindrowy silnik wysokoprężny Deutz o mocy 75 KM, zmodyfikowano też sylwetkę statku. W 1955 zamontowano silnik wysokoprężny Skoda 4L-160 o mocy 120 KM. Po kolejnym kapitalnym remoncie w 1967 zamontowany  został silnik wysokoprężny Wola DM-150 o mocy 150 KM produkcji Zakładów Mechanicznych im. Marcelego Nowotki w Warszawie, co wiązało się ze zwiększeniem zanurzenia do 120 cm.